# Паланочка
Паланочка (укр. Паланочка) — село в Маньковском районе Черкасской области Украины.
Население по переписи 2001 года составляло 521 человек. Почтовый индекс — 20133. Телефонный код — 4748.

## Местный совет
20133, Черкасская обл., Маньковский р-н, с. Паланочка, ул. Шевченка